# Amalapuram
Amalapuram es una ciudad y  municipio situada en el distrito de Godavari Este en el estado de Andhra Pradesh (India). Su población es de 53231 habitantes (2011). Se encuentra en el delta del río Godavari, a 54 km de Kakinada y a 143 km de Vijayawada. 

## Demografía
Según el censo de 2011 la población de Amalapuram era de 53231 habitantes, de los cuales 26485 eran hombres y 26746 eran mujeres. Amalapuram tiene una tasa media de alfabetización del 89,78%, superior a la media estatal del 67,02%: la alfabetización masculina es del 93,24%, y la alfabetización femenina del 86,39%.